# Hội chứng gia đình
Hội chứng gia đình (tiếng Anh: Family syndrome) là một thuật ngữ được quân đội Mỹ sử dụng để mô tả tình trạng tái diễn trong Quân lực Việt Nam Cộng hòa cho đến giai đoạn cuối chiến tranh Việt Nam, theo đó thì phía binh lính Việt Nam Cộng hòa phải đối mặt với cuộc tiến công của Quân đội Nhân dân Việt Nam đã bỏ đồn bót nhằm giải cứu gia đình họ, góp phần làm sụp đổ toàn thể Quân lực Việt Nam Cộng hòa.
Sau lệnh tổng động viên của Quân lực Việt Nam Cộng hòa vào năm 1968, một số lớn quân nhân có gia đình sống gần các vị trí mà họ đang chiến đấu để bảo vệ, thay vì ở nơi xa xôi và an toàn đằng sau phòng tuyến. Theo đó, nếu quân địch dường như có khả năng xuyên thủng hàng phòng ngự của Quân lực Việt Nam Cộng hòa, thì hành động đào ngũ hòng dẫn gia đình mình đến nơi an toàn là vì lợi ích của cá nhân người lính Việt Nam Cộng hòa, nhưng gây tổn hại lớn cho lực lượng phòng thủ của Quân lực Việt Nam Cộng hòa. Hội chứng gia đình được mô tả là nguyên nhân chính dẫn đến sự sụp đổ của Quân lực Việt Nam Cộng hòa, và là lý do phổ biến thứ hai dẫn đến nạn đào ngũ.
Điển hình là trong trận Ban Mê Thuột, sư đoàn trưởng đã kéo một nhóm Biệt động quân ra khỏi tiền tuyến và cử họ đi bảo vệ một căn cứ huấn luyện gần đó để bảo vệ gia đình mình trong khi chờ trực thăng tới rút quân.